# Hot R&B/Hip-Hop Songs
R&B/Hip-Hop Songs, anteriormente chamado de Black Singles Chart, ou ainda Top Soul Singles, Top Black Singles e Top R&B Singles, é um gráfico semanal das canções mais executadas publicada pela Billboard nos Estados Unidos. A lista, iniciada em 1942, foi dominada durante muitos anos por ritmos como jazz, rhythm and blues, rock and roll, doo wop, soul e funk. E hoje em dia é dominado pelo R&B, pelo hip hop e seus subgêneros.
O título da lista foi modificado para R&B/Hip-Hop Singles, após a renovação na revista.

## Estatísticas
Artistas com maior número de hits na primeira posição no R&B/Hip-Hop:
1. Nicki Minaj- 25
2. Stevie Wonder - 19
3. Louis Jordan - 18
4. James Brown - 17
5. Janet Jackson - 16
6. The Temptations - 14
7. Marvin Gaye - 13 (empate)
7. Michael Jackson - 13 (empate)
9. R. Kelly - 11-(empate)
9. Mariah Carey - 11-(empate)
10. Whitney Houston - 10 (empate)
10. Gladys Knight & the Pips - 10 (empate)
10. Kool & the Gang - 10 (empate)
10. The O'Jays - 10 (empate)

## Recordes musicais notáveis

### Maior número de semanas em primeiro
28 semanas
- "Luther" (2024–25) – Kendrick Lamar e SZA[2]

22 semanas
- "Not Like Us" (2024–25) – Kendrick Lamar[3]

21 semanas
- "Kill Bill" (2022–23) – SZA

20 semanas
- "Old Town Road" (2019) – Lil Nas X e Billy Ray Cyrus